# Karl Stotz
Pour les articles homonymes, voir Stotz.
Karl Stotz est un footballeur autrichien, né le 27 mars 1927 à Vienne (Autriche) et mort le 4 avril 2017 à Seefeld in Tirol (Tyrol). Il évoluait au poste de défenseur.

## Biographie
Karl Stotz joue dans deux clubs durant sa carrière, le FC Vienne et l'Austria Vienne.
International, il reçoit 42 sélections en équipe d'Autriche de 1950 à 1962. Il fait partie de l'équipe autrichienne lors de la Coupe du monde 1954 puis lors de la Coupe du monde 1958.

## Carrière

### En tant que joueur
- 1948-1951 :  FC Vienne
- 1951-1963 :  Austria Vienne

### En tant qu'entraîneur
- 1972-1978 :  Austria Vienne
- 1978-1981 :  Autriche

## Palmarès

### En club
Avec l'Austria Vienne :
- Champion d'Autriche en 1953, 1961, 1962 et 1963
- Vainqueur de la Coupe d'Autriche en 1960 et 1962

### En sélection
- Troisième de la Coupe du monde en 1954